# 마일로 머피의 법칙
《마일로 머피의 법칙》(영어: Milo Murphy's Law)은 《피니와 퍼브》의 창작자인 댄 포븐마이어와 제프 "스왐피" 마쉬에 의해 제작된 텔레비전 애니메이션이다. 2016년 10월 3일 디즈니 XD에서 초연되었다. 시리즈는 에드워드 A. 머피 주니어의 후손이자, '잘못될 수 있는 일은, 반드시 잘못된다'는 머피의 법칙과 동명인 마일로 머피를 중심으로 다룬다.

## 등장인물

### 주역
- 마일로 머피(Milo Murphy)(성우: 위어드 알 얀코빅/신용우): 이 작품의 주인공.
- 멀리사 체이스(Melissa Chase)(성우: 사브리나 카펜터[3]/양정화): 마일로의 친구.
- 잭 언더우드(Zack Underwood)(성우: 미카이 커티스[3]/전태열): 마일로가 사는 도시에 새로 온 아이.[4]

### 머피네 가족들
- 마틴 머피(Martin Murphy)(성우: 디드릭 베이더/이지환): 마일로의 아버지.
- 브리젯 머피(Brigette Murphy)(성우: 패멀라 애들론/임은정): 마일로의 어머니.
- 사라 머피(Sara Murphy)(성우: 케이트 미쿠치/정유미): 마일로의 누나.
- 디오지(Diogee) 역에 디 브래들리 베이커, 마일로의 개.

### 잭의 부모님
- 에일린 언더우드(Eileen Underwood) 역에 버네사 윌리엄스, 잭의 어머니.
- 마르코 언더우드(Marcus Underwood)(성우: 필 러마/정재헌): 잭의 아버지.

### 학교 인물들
- 브래들리 니컬슨(Bradley Nicholson)(성우: 빈센트 마텔라/정재헌)
- 모트 쉐퍼(Mort Schaeffer)(성우: 그레그 사이프스/오인성).
- 아만다 로페스(Amanda Lopez)(성우: 크리시에 피트/배정미) 같은 반 친구.
- 교장 엘리자베스 밀더(Principal Elizabeth Milder)(성우: 매켄지 필립스/정유미).
- 무라프스키 부인(Mrs. Murawski)(성우: 세라 초크/정유미): 과학 선생님.

### 그 외 인물들
- 엘리엇 데커(Elliot Decker)(성우: 크리스천 슬레이터/정재헌): 학교의 교통 정리원.
- 닥터 존(성우: 저메인 클레멘트/오인성).
- 서배너(성우:밍나 원/정유미): 시간 여행 요원.[1]
- 브릭(성우: 브렛 돌턴/정재헌): 또다른 시간 여행 요원.[1]
- 시간 유인원 역에 소피 윈클만.[1]
- 카일 드라코 역에 마이클 컬로스.
- 코치 놀런 미첼 역에 케빈 마이클 리처드슨.
- 비니 다코타(Vinnie Dakota)(성우: 댄 포븐마이어/이지환).
- 발타자르 캐번디시(Balthazar Cavendish)(성우: 제프 마쉬/오인성).

### 특별출연 인물
- 피니어스 플린(Phineas Flynn) (성우: 빈센트 마텔라/남도형)
- 퍼브 플레처(Ferb Fletcher) (성우: 토마스 생스터/안용욱)
- 캔디스 플린(Candace Flynn) (성우: 애슐리 티즈데일/박지윤)
- 오리너구리(Perry The Platypus) (성우: 디 브래들리 베이커)
- 이사벨라 가르시아 피어로(Isabella Garcia Shapiro) (성우: 앨리슨 스토너/소연)
- 발지트 (Baljeet Tjinder) (성우: 몰릭 팬초리/소연)
- 부포드 (Buford Van Storm) (성우: 바비 게일러/사성웅)
- 하인즈 두펀스머츠 (Heinz Doofensmirtz) (성우: 댄 포븐마이어/사성웅)
- 프란시스 모노그램 (Major Francis Monogram) (성우: 제프 스왐피 마쉬/안용욱)
- 칼 (Carl) (성우: 타일러 맨/전광주)
- 놈 (Norm) (성우: 존 비에너/전광주)

## 우리말 제작
- 더빙 스튜디오 : 애드원
- 믹싱 스튜디오 : 애드원
- 한국어 제작 : Disney Character Voices International,Inc.
- 기획 : 디즈니채널코리아(유)

## 방영
첫 에피소드는 2016년 9월 19일 아이튠스 스토어와 구글 플레이에서 무료로 공개되었다. 그리고 2016년 10월 3일 미국 디즈니 XD에서 공식적으로 초연되었다. 《마일로 머피의 법칙》은 10월 17일 캐나다 디즈니 XD에서의 초연되었다. 12월에 라틴 아메리카에서, 2017년 2월에 동남아시아에서 첫 방송을 했고, 스페인에서는 4월 7일, 포르투갈은 4월 17일부터 방영하고 있다. 한국에서는 1화를 2017년 3월 6일에 시범적으로 방송을 했고, 4월 1일에 첫방송을 했으며, 그 이후에는 매주 토요일 오전 11시에 방송을 한다. 시즌2 매주 일요일 오전10에 방송을 한다.

## 에피소드

### 시리즈 개요
| 시즌 | 시즌 | 회수 | 방송 날짜       | 방송 날짜       |
| 시즌 | 시즌 | 회수 | 시즌 시작       | 시즌 종료       |
| ---- | ---- | ---- | --------------- | --------------- |
|      | 1    | 20   | 2016년 10월 3일 | 2017년 12월 2일 |
|      | 2    | 20   | 2019년 1월 5일  | 2019년 5월 18일 |

### 한국판 에피소드 목록
시즌 1
| 회차 | 제목                                   | 방송 일자        |
| ---- | -------------------------------------- | ---------------- |
| 1화  | 재앙이 따라오는 마일로지하세계 사람들  | 2017년 3월 6일   |
| 2화  | 적을 응원하기달걀 보호 장치            | 2017년 4월 1일   |
| 3화  | 닥터 존 파일사라진 소견서              | 2017년 4월 8일   |
| 4화  | 위험한 파티오페라를 구하라             | 2017년 4월 15일  |
| 5화  | 직업 체험거친 서부 체험                | 2017년 4월 22일  |
| 6화  | 가족 여행돼지기름 놀이공원             | 2017년 4월 29일  |
| 7화  | 비밀과 피자아카데미 마라톤             | 2017년 5월 6일   |
| 8화  | 임시 선생님배 타고 낚시                | 2017년 5월 13일  |
| 9화  | 동물원 가자댄스 파티                   | 2017년 5월 20일  |
| 10화 | 최고의 밴드수학책을 찾아서             | 2017년 5월 27일  |
| 11화 | 폭주 소방차라마 사건                   | 2017년 10월 25일 |
| 12화 | 액션 무비 스타꿈은… 이루어지지 않았다  | 2017년 11월 1일  |
| 13화 | 사라진 마일로 1부                      | 2017년 11월 8일  |
| 14화 | 사라진 마일로 2부                      | 2017년 11월 8일  |
| 15화 | 인공지능 로봇한밤의 산책               | 2017년 11월 29일 |
| 16화 | 위험한 크리스마스                      | 2017년 12월 20일 |
| 17화 | 꿀잼 요트아기가 된 부모님              | 2017년 12월 13일 |
| 18화 | 마일로 없는 세상마라톤                 | 2017년 11월 15일 |
| 19화 | 마일로 머피의 핼러윈 유령의 집         | 2017년 12월 27일 |
| 20화 | 터보건은 사랑을 싣고다코타 섬을 찾아서 | 2017년 11월 22일 |
| 21화 | 우리 중에 가짜 있다                    | 2017년 12월 6일  |

시즌 2
| 회차 | 제목                                      | 방송 일자       |
| ---- | ----------------------------------------- | --------------- |
| 1화  | 피니와 퍼브의 효과                        | 2021년 8월 1일  |
| 2화  | 눈길 뚫고 학교 가기선생님의 이상형        | 2021년 8월 8일  |
| 3화  | 사진 찍는 날비밀요원 디오지               | 2021년 8월 8일  |
| 4화  | 보드게임 하는 날나를 따르라!              | 2021년 8월 15일 |
| 5화  | 케이크 팡팡팡!여전사 크릴사냥꾼           | 2021년 8월 15일 |
| 6화  | 두펀스머츠의 화려한 외출추억의 롤러디스코 | 2021년 8월 22일 |
| 7화  | 시계탑을 지켜라!밴드의 이름은?            | 2021년 8월 22일 |
| 8화  | 도시소년의 농장체험멜리사의 멘토          | 2021년 8월 29일 |
| 9화  | 마일로 배우기독감 걸린 마일로             | 2021년 8월 29일 |
| 10화 | 마일로식 자유낙하마일로의 정체는?         | 2021년 9월 5일  |
| 11화 | 좌충우돌 강아지산책머피 가족의 성인식     | 2021년 9월 5일  |
| 12화 | 마일로 머피 납치작전                      | 2021년 9월 12일 |
| 13화 | 전설의 굴라시비밀을 삼킨 개               | 2021년 9월 12일 |
| 14화 | 새 모험, 새 단짝친구경찰관 디오지         | 2021년 9월 19일 |
| 15화 | 이 우주선 좀 봐줘!깁스 파티               | 2021년 9월 19일 |
| 16화 | 안전제일외계동물 탈출 사건                | 2021년 9월 26일 |
| 17화 | 첫인상죽음의 레슬링토론 대항전            | 2021년 9월 26일 |
| 18화 | 나머지공부 클럽공원 새단장하기            | 2021년 9월 29일 |
| 19화 | 위험천만 엘리베이터우주로 간 마일로       | 2021년 9월 30일 |
| 20화 | 나머지공부 클럽                           | 2021년 9월 30일 |